# Prince Frederick

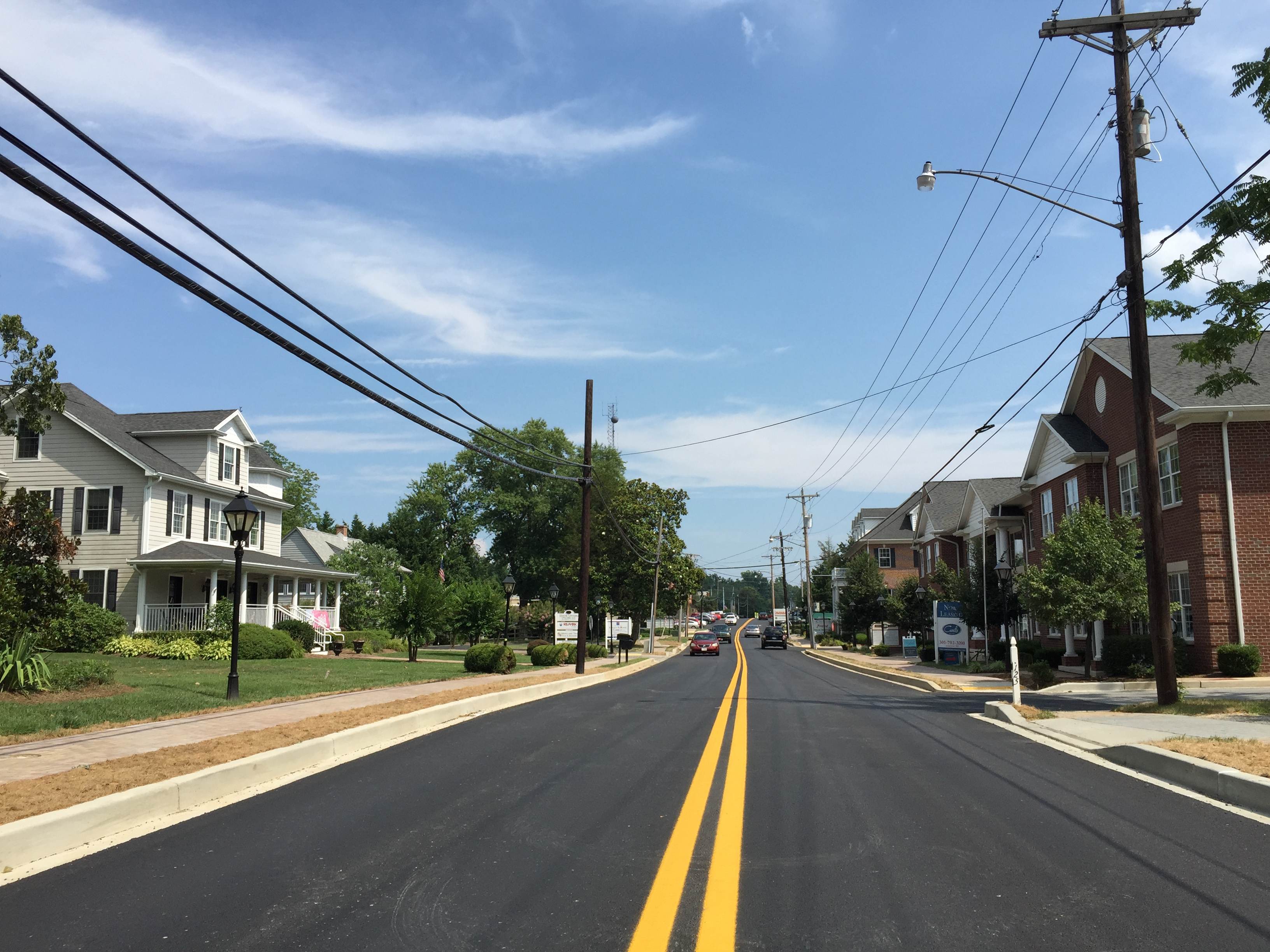

Prince Frederick är en administrativ huvudort (county seat) i Calvert County i delstaten Maryland, USA. Vid folkräkningen år 2000 bodde 1 432 personer på orten.  